# Paulo Ibire
Paulo Alejandro Ibire (ur. 1 maja 1967) – argentyński zapaśnik walczący w obu stylach. Olimpijczyk z Atlanty 1996, gdzie zajął osiemnaste miejsce w kategorii 68 kg w stylu wolnym.
Zajął piętnaste miejsce na mistrzostwach świata w 1987. Czwarty na igrzyskach panamerykańskich w 1991. Triumfator igrzysk Ameryki Południowej w 1978 i 1982 i drugi w 1986. Mistrz Ameryki Południowej w 1983 roku.